# Nomen est Omen (Omen-album)
A Nomen est Omen az Omen zenekar tizenegyedik lemeze, amely 2012. április 8-án jelent meg a Hammer Records gondozásában. A zenekar hat év után jelentkezett új lemezzel. A lassú munka nem volt túl meglepő a zenekar történetének alakulása szempontjából. A zenekar gitárosa, Daczi Zsolt sok éves küzdelem után 2007. augusztus 6-án 38 éves korában alul maradt az epevezetékrák elleni harcban. Daczi már a 2006-os A hetedik nap című albumon is betegen játszott. Halála után a zenekar négyesben folytatta, majd 2008 nyarán Szíjártó Zsolt az Akela gitárosa csatlakozott a csapathoz. A tagcserékkel kapcsolatos problémák nem oldódtak meg, mivel Gubás Tibor énekes az év októberében elhagyta a zenekart. Helyét 2009. március 31-én Koroknai Árpád vette át, aki korábban a Szfinx és a P. Box együttesek tagja volt, de szerepelt a Magyar Televízió A társulat című műsorában is, ahol szerepet kapott az István, a király című rockoperában. Ez a felállás készítette el a Nomen est Omen albumot.
A zenekar új lemeze mind a szakma, mind a hallgatóság részéről pozitív fogadtatásban részesült. Az albumot Cserfalvi "Töfi" Zoltán, egykori Ossian gitáros szolnoki hangstúdiójában, a Denevér stúdióban vették fel. A lemez mellett megjelent továbbá egy Szimfonik névre hallgató válogatásalbum is, amely a zenekar egy-egy régi dalának szimfonikus átiratát tartalmazza. Az Eltűnt 2007-ben című dalhoz videóklip készült.

## Az album dalai
Nomen est Omen
1. Remélem rémálom - (Nagyfi - Szeberényi) - 4:13
2. Láthatatlan holnap - (Nagyfi - Koroknai - Horváth) - 4:09
3. Eltűnt 2007-ben - (Nagyfi Marci - Nagyfi - Szeberényi) - 5:24
4. Unom (Szíjártó - Koroknai - Szeberényi) - 2:28
5. Kísértet az utcán - (Nagyfi - Koroknai - Horváth) - 4:54
6. Világvége talponálló - (Nagyfi - Koroknai - Szeberényi) - 4:20
7. Van élet...? - (Szíjártó - Koroknai - Szeberényi) - 4:07
8. Patkányok járnak - (Nagyfi - Koroknai - Szeberényi) - 4:07
9. Elválasztva - (Nagyfi - Szeberényi) - 4:48
10. Késztermék - (Szíjártó - Koroknai - Szeberényi) - 3:56
11. Jó utat barátom (Daczi Zsolt emlékére) [Bónusz] - (Ángyán - Molics) - 6:47

Szimfonik
1. Könnyű szívvel - (Nagyfi - Horváth) - 5:10
2. Vámpírváros - (Nagyfi - Horváth) - 4:08
3. Eltűnt 2007-ben - (Nagyfi Marci - Nagyfi - Szeberényi) - 5:27
4. Padlón vagyok - (Nagyfi - Horváth) - 3í.40
5. Fagyott világ - (Sárközi - Kalapács - Horváth) - 4:34
6. Pokoli évek - (Sárközi - Kalapács - Horváth) - 4.02
7. Ne a pénz... - (Nagyfi - Horváth) - 4:29
8. A hetedik nap - (Nagyfi - Horváth) - 3:29
9. Szólj, hogyha vagy! - (Szekeres - Horváth) - 3:59
10. Anarchia - (Nagyfi - Horváth) - 3:21
11. Szelíden - (Ács - Horváth) - 4:11

## Közreműködők
- Koroknai Árpád - ének
- Nagyfi László - gitár
- Szíjártó Zsolt - gitár
- Vörös Gábor - basszusgitár
- Nagyfi Zoltán - dob

Derzsi György- szimfonikus hangszerelés (Szimfonik)